# Rafaila
Rafaila – wieś w Rumunii, w okręgu Vaslui, w gminie Rafaila. W 2011 roku liczyła 1835 mieszkańców.